# Cerovnik
 Cerovnik  falu Horvátországban, Károlyváros megyében. Közigazgatásilag Josipdolhoz tartozik.

## Fekvése
Károlyvárostól 44 km-re, községközpontjától 5 km-re délre a Plaški-mezőn, az A1-es autópálya közelében fekszik.

## Története
A falu területe a középkorban a Frangepánok modrusi uradalmához tartozott. 1857-ben 588, 1910-ben 577 lakosa volt. Trianonig Modrus-Fiume vármegye Ogulini járásához tartozott. A falunak 1991-ig vegyesen pravoszláv és katolikus lakossága volt. A délszláv háború idején a pravoszláv szerbek nagy része elmenekült, így a katolikusok kerültek túlsúlyba. Cerovnik területe a front vonalába esett és súlyos károkat szenvedett. Egyes településrészei, mint Prodanovići teljesen leégtek. 2011-ben a településnek 144 lakosa volt. Lakói főként mezőgazdasággal, állattartással foglalkoznak. A munkahelyek nagy távolsága miatt a fiatalok nagyrészt elköltöztek a nagyobb városokba. A megmaradt gyermekek is nagy távolságra, Josipdolba járnak iskolába.

## Lakosság
| Lakosság változása | Lakosság változása | Lakosság változása | Lakosság változása | Lakosság változása | Lakosság változása | Lakosság változása | Lakosság változása | Lakosság változása | Lakosság változása | Lakosság változása | Lakosság változása | Lakosság változása | Lakosság változása | Lakosság változása | Lakosság változása |
| ------------------ | ------------------ | ------------------ | ------------------ | ------------------ | ------------------ | ------------------ | ------------------ | ------------------ | ------------------ | ------------------ | ------------------ | ------------------ | ------------------ | ------------------ | ------------------ |
| 1857               | 1869               | 1880               | 1890               | 1900               | 1910               | 1921               | 1931               | 1948               | 1953               | 1961               | 1971               | 1981               | 1991               | 2001               | 2011               |
| 588                | 530                | 524                | 626                | 629                | 577                | 513                | 547                | 343                | 495                | 490                | 365                | 255                | 228                | 167                | 144                |